# Fratnik
Fratnik je priimek v Sloveniji, ki ga je po podatkih Statističnega urada Republike Slovenije na dan 1. januarja 2010 uporabljalo 98 oseb in je med vsemi priimki po pogostosti uporabe uvrščen na 4.450. mesto.

## Znani nosilci priimka
- Adela Fratnik Steyer, transfuziologinja, hematologinja?
- Andrej Fratnik, jamar, jamski reševalec
- Gabrijela Fratnik, arhitektka
- Marjan Fratnik (1919-2012), ribiški strokovnjak, muhar
- Mojca Fratnik, arhitektka
- Štefanija Fratnik (1910-1981), operna in koncertna pevka, mezzosopranistka (v Nemčiji in Švici)